# عبدل‌آباد (لیلان)
عبدل‌آباد، روستایی در دهستان لیلان غربی بخش مرکزی شهرستان لیلان در استان آذربایجان شرقی ایران است‌.

## جمعیت
بر پایه سرشماری عمومی نفوس و مسکن در سال ۱۳۹۵، جمعیت این روستا برابر با ۱۵۸ نفر (۵۴ خانوار) بوده‌است.